# Fasolowa wojna
Fasolowa wojna – amerykański film obyczajowy z 1988 roku na podstawie powieści Johna Nicholsa.

## Główne role
- Rubén Blades – Szeryf Bernabe Montoya
- Richard Bradford – Ladd Devine
- Sônia Braga – Ruby Archuleta
- Julie Carmen – Nancy Mondragon
- James Gammon – Shorty, koniokrad
- Melanie Griffith – Flossie Devine
- John Heard – Charlie Bloom
- Carlos Riquelme – Amarante Cordova
- Daniel Stern – Herbie Platt
- Chick Vennera – Joe Mondragon
- Christopher Walken – Kyril Montana

## Nagrody i nominacje
Oscary za rok 1988
- Najlepsza muzyka - Dave Grusin

Złote Globy 1988
- Najlepsza muzyka - Dave Grusin (nominacja)